# Octostruma stenognatha
Octostruma stenognatha är en myrart som beskrevs av Brown och Kempf 1960. Octostruma stenognatha ingår i släktet Octostruma och familjen myror. Inga underarter finns listade i Catalogue of Life.